# Parnassius autocrator
Parnassius autocrator је врста инсекта из реда лептира (лат. Lepidoptera) и породице једрилаца (лат. Papilionidae).

## Распрострањење
Врста је присутна у Авганистану и Таџикистану.

## Станиште
Врста Parnassius autocrator има станиште на копну.

## Угроженост
Ова врста се сматра рањивом у погледу угрожености врсте од изумирања.